# Przedburzowcy
Przedburzowcy − grupa młodych galicyjskich pisarzy krajowych, którzy w latach 1858–1863 stworzyli odrębną grupę artystyczną, połączoną wspólnymi ideami o charakterze niepodległościowo-demokratycznym.
Historyk literatury Janusz Maciejewski, który wprowadził tę nazwę, zaczerpnął ją z wiersza Mieczysława Romanowskiego Żegnaj (Jam przedburzowiec, przeklęte plemię). Przedburzowcy sympatyzowali z Czerwonymi i brali czynny udział w przygotowaniach do powstania, a niektórzy w samym powstaniu. Omawianą grupę tworzyli artyści i pisarze zbierający się w krakowskiej pracowni rzeźbiarza Parysa Filippiego. Byli to początkujący wówczas malarze (Aleksander Kotsis, Jan Matejko), rzeźbiarze (Filippi, Franciszek Wyspiański), muzycy (Władysław Żeleński, Kazimierz Hoffman) oraz pisarze (Michał Bałucki, Edward Lubowski, Józef Szujski, Alfred Szczepański). 
Domeną działalności przedburzowców była publicystyka społeczno-polityczna i krytyka literacka. Dostrzegali oni potrzebę zmian w strukturach społecznych, opowiadali się za zrównaniem wszystkich warstw społecznych oraz za równouprawnieniem Żydów i tolerancją religijną. Krytykowali równocześnie ruchy wolnościowe, szczególnie za brak konsekwencji w spełnianiu obietnic danym chłopom.